# Istunka

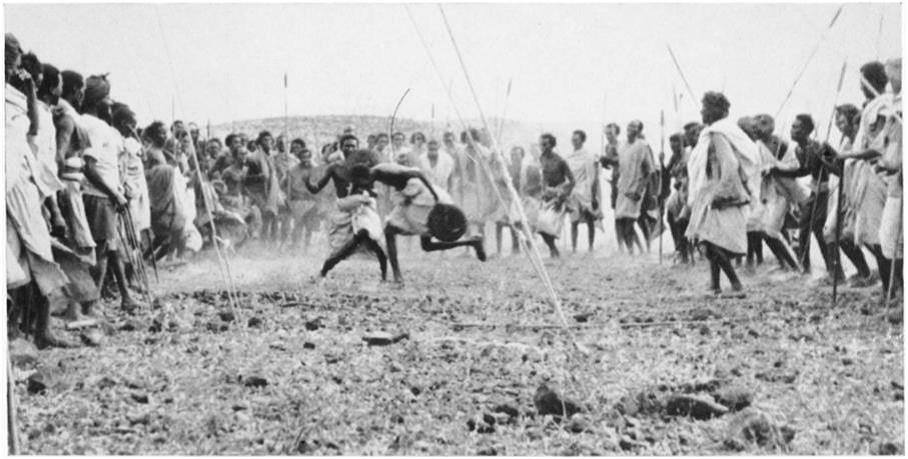
Somalíes participando en un combate simulado

La Istunka o Dabshid, es un festival anual en Afgooye, Somalia, celebrado durante el año nuevo somalí. El torneo fue desarrollado durante el sultanato Ajuran, y fue centralizado en el siglo XIX bajo el Sultanato de Geledi. Durante la ceremonia, varios equipos se enfrentan en combate simulado.

## Historia
El torneo istunka fue desarrollado en la Edad Media, durante el periodo Ajuran. Se celebraba anualmente en el año nuevo somalí y en otros festivales como el Nowruz. El festival de artes marcial se convirtió en un torneo centralizado bajo el Sultanato Geledi. Así, durante el reinado de sultán Ahmed Yusuf se establecieron equipos con sus propios poetas, bailarines y cantantes para el concurso.
En la era moderna, el festival ha evolucionado a una atracción local; particularmente durante las décadas de 1970 y 1980. Todavía se celebra anualmente en el sur de Afgooye.

## Descripción
La istunka consta de una lucha simulada entre los habitantes de cada ribera del río que cruza la ciudad de Afgooye. Simbolizando la defensa del honor comunitario, coincide con el inicio de la estación de cosecha. 
Originalmente era una actuación asemejando el combate, con hachas, espadas y dagas. Por razones de seguridad, los intérpretes más tarde reemplazaron aquellas armas con batutas o palos.